# Isleños in Louisiana

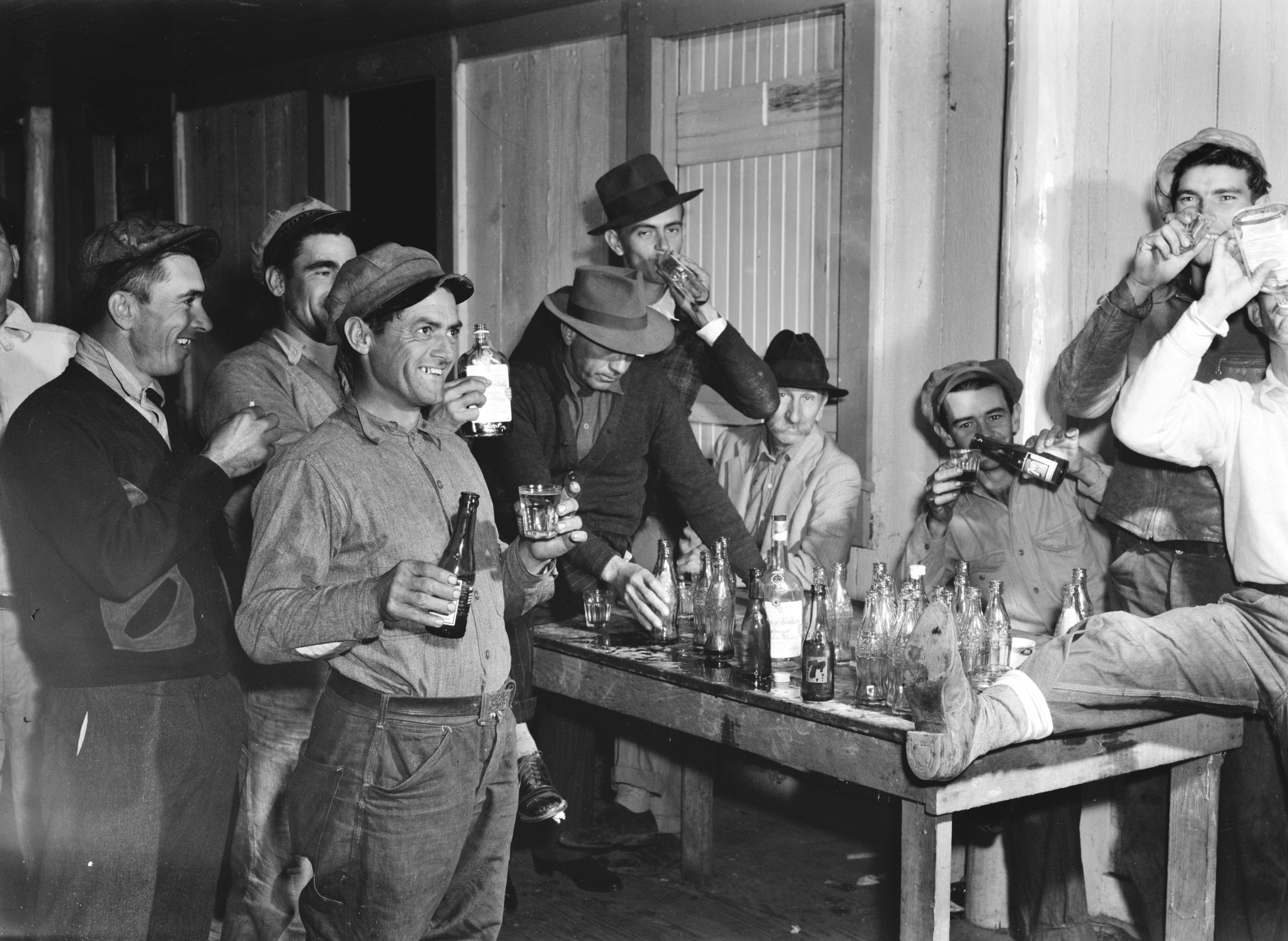
Isleño-Fallensteller und Fischer auf der Insel Delacroix, 1941

Die Isleños in Louisiana sind die Nachfahren von Einwanderern von den Kanarischen Inseln. Der Begriff „Isleño“ wird in ganz Amerika für kanarischstämmige Personen verwendet.

## Geschichte
1762 wurde die Kolonie Louisiana als Ergebnis des Siebenjährigen Krieges von Frankreich an Spanien übergeben. Um diese Region dauerhaft für spanische Interessen zu sichern, beschloss die Regierung, Einheimische der Kanarischen Inseln (in Louisiana Isleños genannt) nach Louisiana umzusiedeln. So wanderten zwischen 1778 und 1783 insgesamt 2.373 spanische Siedler in die Kolonie.
Die Immigranten widmeten sich in der neuen Umgebung dem Ackerbau, der Viehzucht, dem Fischfang und der Jagd. Abgesehen vom Wochenmarkt in New Orleans hatten die Isleños keinen Kontakt zur englisch- oder französischsprachigen Bevölkerung.
Erst zu Beginn des 20. Jahrhunderts und mit dem Bau befestigter Straßen, öffnete sich die Sprachenklave. Von den ein- bis zweitausend Isleños sprechen heute nur mehr etwa 500 Personen fließend einen spanischen Dialekt.
Das Isleño Spanish enthält Elemente aus dem amerikanischen Spanisch, dem Cajun-Französisch, dem Englischen und dem Portugiesischen (das kanarische Spanisch beinhaltet eine Anzahl portugiesischer Lehnwörter).

## Heutige Gemeinden der Isleños
- Delacroix
- Wood Lake
- Reggio
- Yscloskey
- Shell Beach (Louisiana)
- Hopedale